# Hatvani Károly
Hatvani Károly; Schrank, Srank (Kiskunfélegyháza, 1857. március 17. – Budapest, 1929. február 18.) magyar színész, színigazgató. Hatvani Ede énekes bátyja.

## Életútja
Schrank János (Jakab) és Reiner Rozália (Záli, ~1824–1920) fiaként született izraelita családban. 1881. február 12-én Miskolcon megkeresztelkedett. Színész lett Rákosi Jenőnél, a Népszínházban, 1875-ben, fizetés nélkül, majd vidéken mindig elsőrendű társulatnál működött. 1878-tól Miklósy Gyula, Jakab Lajos, Krecsányi Ignác társulatában lépett fel. Igazgató is volt Kassán, Szabadkán, Miskolcon, aztán Óbudán, de csak rövid ideig. Az 1890-iki színészkiállítás eszméjét ő pendítette meg és a megvalósítás körül nagy érdemei voltak. 1891. szeptember havában színészügynökséget és Magyar Színpad cím alatt szaklapot alapított. Szerepelt még 1895-ben Kassán és az Óbudai Kisfaludy Színházban. Neje Csillag Amália színésznő volt, akivel 1881. március 1-jén kötött házasságot Miskolcon. Fia Hatvani Károly, színész.

## Fontosabb szerepei
- Lubi Peti (Almássy B. T.: Czigány Panna)
- Bogár Imre (Csepreghy F.: A sárga csikó)

## Működési adatai
1878: Miklósy Gyula; 1879: Szuper Károly; 1880: Balogh Alajos, Miklósy Gyula; 1881–83: Jakab Lajos, Miklósy; 1883: Szilágyi Béla; 1884: Kolozsvár; 1885: Jakab Lajos; 1886: Ditrói Mór; 1887: Nagy Vince; 1889: Krecsányi Ignác; 1890: Tiszay Dezső; 1894: Bessenyei Miklós; 1895: Kassa, Óbudai Kisfaludy Színház.
Igazgatóként: 1888: Miskolc.